# Кристиансен, Роджер
Роджер С. Кристиансен (р. 2 октября 1952, Нью-Лондон, Коннектикут, США)– американский телевизионный директор. Кристиансен работал в качестве директора, заместителя директора и технического координатора ряда известных телевизионных сериалов.
Известен по проектам таким как:
- Разговор на чистоту
- Призраки дома Хатэвэй
- Wake up in America
- Друзья (более 25 эпизодов)[2]
- Drake & Josh
- Tango Down
- Key exchange